# Soldado Prisco
 Marco Prisco Caldas Machado (Catu, 26 de maio de 1969), mais conhecido como Soldado Prisco, é um político brasileiro filiado ao União Brasil. Atualmente exerce seu segundo mandato de deputado estadual pela Bahia e foi vereador da cidade de Salvador de 2013 a 2014. 
Em 2017, o STF determinou que o deputado fosse reintegrado ao quadro da PM na Bahia. Prisco foi demitido da corporação em 2002, por liderar um movimento grevista de policiais. 